# Affaire Stephen Lawrence
L'affaire Stephen Lawrence fait suite au meurtre d'un jeune noir britannique de 18 ans tué le 22 avril 1993 lors d'une agression pendant qu'il attendait un autobus. Cet homicide devint une cause célèbre et l'un des meurtres raciaux les plus en vue dans l'histoire du Royaume-Uni. Il a amené de profonds changements culturels dans l'attitude vis-à-vis du racisme, notamment dans les forces de police, et des modifications importantes de la législation et des pratiques policières ; ainsi de la révocation partielle des lois appelées double jeopardy (dérivées du Non bis in idem et par lesquelles une personne ne peut être jugée deux fois pour la même chose). Deux des meurtriers furent finalement condamnés presque vingt ans plus tard en 2012.

## Le meurtre
Après sa journée du jeudi 22 avril 1993 à son école la Blackheath Bluecoat School, Stephen Lawrence visite quelques magasins à Lewisham puis passe la soirée chez l'un de ses oncles à jouer à des jeux vidéo en compagnie de son ami Duwayne Brooks,,. Quittant la maison vers 22h00, les deux amis décident de revenir chez eux par l'un ou l'autre des bus 161 ou 122 sur Well Hall Road (faisant partie de la South Circular road), au lieu du bus 286 qui passe dans une rue proche mais les ramènerait chez eux plus tard.
Ils arrivent à l'arrêt de bus sur Well Hall Road à 22h25. Lawrence marche jusqu'à la jonction de Dickson Road pour voir si un bus est sur le point d'arriver ; puis il revient vers l'arrêt de bus. Brooks, à ce moment, est toujours sur Well Hall Road, à moitié chemin entre Dickson Road et le rond-point au croisement de Rochester Way et Westhorne Avenue.
À ce stade, Brooks voit un groupe de 5 ou 6 jeunes blancs en train de traverser Rochester Way de l'autre côté de la route (par rapport à l'arrêt de bus), vers le passage pour piétons, et venant dans leur direction. À 22h38 ou juste après, il appelle Lawrence pour lui demander s'il voit un bus venir. Brooks affirme que l'un du groupe dit alors : "What, what, nigger?" ("Quoi, quoi, négro ?"), pendant que le groupe traverse la rue et fond sur Lawrence. Lawrence est poussé à terre et est poignardé deux fois :  à la clavicule droite et à l'épaule gauche, à une profondeur d'environ 13 cm, sur l'avant du corps. Chacune des deux blessures coupe en deux endroits les artères axillaires pour chaque bras, et un poumon est également percé. Son bras droit perd toute sensation, et sa respiration est perturbée. Brooks, qui a commencé à courir pour fuir les assaillants, crie à Lawrence de courir aussi. Pendant que les assaillants s'enfuient par Dickson Road, Brooks et Lawrence courent vers Shooters Hill ; mais Lawrence tombe après avoir couru 120 mètres, et perd son sang jusqu'à en mourir,,. 

« It is surprising that he managed to get 130 yards with all the injuries he had, but also the fact that the deep penetrating wound of the right side caused the upper lobe to partially collapse his lung. It is therefore a testimony to Stephen's physical fitness that he was able to run the distance he did before collapsing. »

(« Il est assez surprenant qu'il ait réussi à atteindre 120 m avec toutes les blessures qu'il avait, mais aussi du fait que la blessure profonde et pénétrante du côté droit a cause une collapse partielle du lobe supérieur du poumon. C'est donc un témoignage de la forme physique de Stephen qu'il ait pu courir la distance qu'il a parcourue avant de s'écrouler.) »

— Richard Shepherd (pathologiste), Macpherson Report
Brooks court appeler une ambulance pendant qu'un officier de police en dehors de ses heures de service arrête sa voiture et couvre Lawrence avec une couverture. Lawrence est emmené à Brook General Hospital vers 23h05, mais il est déjà mort,. 
Lawrence a été tué seulement 9 mois après que Rohit Duggal, un garçon d'origine asiatique, a été poignardé à mort à Eltham dans une autre attaque raciste non provoquée.

## Enquêtes et controverses
Une première enquête a lieu. Les trois témoins à l'arrêt de bus font état d'une attaque rapide et courte ; aucun ne peut identifier les suspects. Dès le lendemain du meurtre, cinq suspects sont identifiés : les frères Neil et Jamie Acourt, David Norris, Gary Dobson et Luke Knight, dont les quatre premiers nommés dans une lettre anonyme. Cependant, très rapidement l'enquête est publiquement taxée de biais ; vue par beaucoup comme un crime haineux, la mort de Lawrence est généralement perçue comme étant due à son origine ethnique et les policiers chargés de l'enquête comme racistes ainsi que les employés du Crown Prosecution Service concernés. 
Les parents de Stephen tiennent une conférence de presse le 4 mai, soutenant que la police ne traite pas le cas assez activement, et rencontrent Nelson Mandela le 6 mai. Entre le 7 mai et le 23 juin 1993, les cinq sont arrêtés et Neil Acourt et Luke Knight sont mis en accusation ; mais le Crown Prosecution Service tient pour non fiable la déposition de Duwayne Brooks en regard de l'identification de Neil Acourt et Luke Knight. Les charges envers Acourt et Knight sont annulées le 29 juillet,, et les trois autres sont acquittés.

Quelques mois plus tard l'avocat de la famille Lawrence annonce de nouvelles données, mais le coroner fait cesser l'enquête le 22 décembre 1993, et en avril 1994 le Crown Prosecution Service refuse de poursuivre l'accusation malgré de nouvelles preuves de l'identification des suspects.
Le ministère public ayant refusé d'instruire l'affaire, les parents de Stephen lancent des poursuites judiciaires à titre privé contre Gary Dobson, Luke Knight et Neil Acourt en septembre 1994. En décembre - trois mois plus tard - des caméras cachées installées par la police montrent les trois, ainsi que Norris, usant de langage violent et raciste. Les poursuites sont présentées en tribunal du 18 au 25 avril 1996, mais les plaignants sont déboutés sur la même base que précédemment : les preuves d'identification fournies par Brooks sont refusées comme peu fiables. Les trois accusés sont de nouveau acquittés. 
Le 13 février 1997 l'enquête recommence. Les cinq accusés refusent de répondre aux questions. Verdict : meurtre au cours d'une attaque entièrement non provoquée perpétrée par cinq jeunes. Le lendemain 14 février, le Daily Mail consacre sa première page aux photos des cinq accusés surmontées d'un titre-choc :

« Meurtriers - Le Mail accuse ces hommes de tuerie. Si c'est faux, qu'ils nous mènent en justice ». »

— Daily Mail, 14 février 1997
Cette intervention vigoureuse du Daily Mail modifie profondément la perception du public concernant l'affaire Lawrence. Cinq semaines plus tard, le 20 mars 1997 la Commission indépendante des plaintes contre la police pour le Kent lance une investigation sur le comportement de la police dans l'affaire Lawrence. Neuf mois plus tard cette enquête conclut à des « faiblesses significatives, oublis et opportunités manquées », mais sans reconnaître de conduite raciste. 

### Le rapport Macpherson
En juillet 1997 Jack Straw, Home Secretary (ministre de l’Intérieur) à l'époque, ordonne une enquête publique sur le meurtre et sur son investigation réalisée par le Metropolitan Police Service (MPS, couramment abrégé en "Met"). L'enquête est présidée par Sir William Macpherson, juge retraité de la Haute Cour de justice d'Angleterre et du pays de Galles, avec l'aide notamment de trois conseillers : Tom Cook (président du Runnymede Trust), John Sentamu (évêque de Stepney), et Richard Stone (officier de police).
L'enquête publique est ouverte le 20 mars 1998,,. En juillet 1998 la famille Lawrence demande la démission du chef de la Met Sir Paul Condon, qui en octobre 1998 présente des excuses publiques et admet que des erreurs ont été commises. 
Le rapport de l'enquête publique, couramment appelé rapport Macpherson (Macpherson report), est publié en février 1999,. Il conclut que la force policière est « institutionnellement raciste » et contient 70 recommandations destinées à améliorer l'attitude de la police concernant le racisme, ainsi que des propositions de changements dans la loi pour renforcer le Race Relations Act (en) qui vise à promouvoir l'égalité entre les races ; il propose notoirement que la règle non bis in idem soit abrogée dans le cas de meurtres, ceci en vue de permettre la tenue d'un nouveau procès sur présentation de nouvelles preuves convaincantes. C'est ce que permet le Criminal Justice Act (2003) britannique entré en vigueur en 2005. 

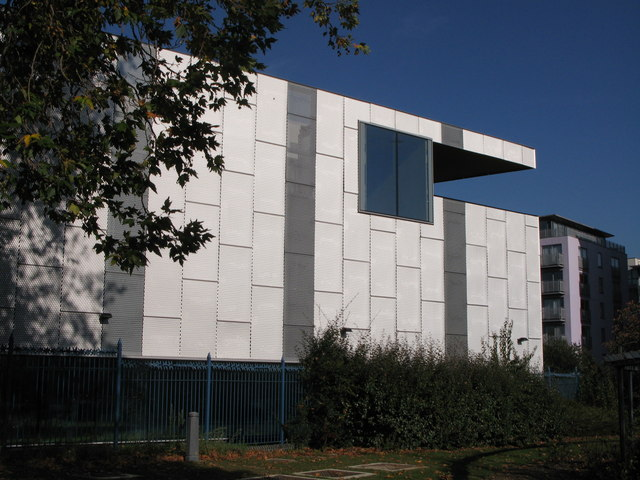
Centre d'éducation Stephen Lawrence, construit en 2007 à Deptford

La publication en 1999 du Macpherson Report est qualifiée « d'un des plus importants moments de l'histoire moderne de la justice criminelle en Grande Bretagne ». Dès 2004, son remarquable impact sur le débat des relations raciales s'est étendu non seulement sur l'appareil de justice criminelle, avec entre autres de nombreux changements à Scotland Yard pour éliminer le racisme, mais sur toutes les institutions publiques qui sont dès lors elles aussi tenues par la loi de promouvoir l'égalité et d'éliminer la discrimination en regard des diverses minorités.

### L'affaire Lawrence après le rapport Macpherson
Indépendamment de l'affaire Lawrence, David Norris et Neil Acourt sont condamnés le 6 septembre 2002 à 18 mois de prison pour une attaque raciste à Eltham en 2001 envers un officier de police hors des heures de service de ce dernier,. 
Le 5 mai 2004 un nouveau passage au tribunal est bloqué : le Crown Prosecution Service annonce qu'à la suite d'une revue du cas les preuves sont insuffisantes pour accuser quiconque dans l'affaire Lawrence. 
Mais en avril 2005, le principe légal de double jeopardy est amendé, rendant possible une deuxième mise en accusation après un acquittement préalable pour le même cas. 
Le 26 juillet 2006, un documentaire de la BBC examine l'affaire Lawrence et émet de nouvelles questions quant aux principaux suspects. Subséquemment, la Met doit revoir ses preuves ; en octobre 2007 la Commission indépendante des plaintes contre la police affirme que contrairement à ce qu'affirme le documentaire elle n'a pas trouvé de preuve d'exactions par un officier. Mais le 8 novembre 2007 la police confirme qu'après cette revue du cas par une équipe de 32 officiers l'été précédent, la médecine légale examine de nouvelles preuves. La revue s'est penchée sur les données réunies à l'époque du meurtre, utilisant de nouvelles techniques d'examen pour les objets. Trois mois plus tard, le 7 février 2008 Doreen Lawrence, mère de Stephen, inaugure le centre éducatif Stephen Lawrence à Deptford ; ce dernier est attaqué plusieurs fois peu après. En février 2009, 10 ans après le rapport Macpherson, Richard Stone - conseiller pour l'investigation et la rédaction de ce rapport - affirme que la police a fait des progrès notables dans le sens de sa propre réforme mais que le racisme y persiste. Jack Straw, alors ministre de la Justice, dit que la police n'est plus institutionnellement raciste ; mais la mère de Stephen Lawrence dit pour sa part que la police manque encore à son devoir vis-à-vis des Britanniques de couleur. En 2010, le meurtre est cité comme « l'un des plus évidents meurtres raciaux n'ayant pas été résolus, ».
Toutefois, à la suite de la revue des preuves commencée en été 2006, Dobson (qui a été emprisonné pour 5 ans le 9 juillet 2010 pour fourniture de drogue de classe B) et Norris sont de nouveau accusés du meurtre en septembre 2010 ; et la cour d'appel décide en mai 2011 que les nouvelles données recueillies sont suffisantes pour les ramener au tribunal. L'acquittement de Dobson en juillet 1993 est donc supprimé, ce qui n'était pas possible avant l'amendement du double jeopardy act de 2005.

Les deux accusés font face au tribunal le 14 novembre 2011. De l'ADN provenant de Stephen Lawrence a été trouvé dans les vêtements des accusés. Une minuscule tache de sang sur la veste de Dobson ne pouvait provenir que de Lawrence, ainsi qu'un cheveu sur les jeans de Norris, et des fibres des vêtements de Stephen ont été retrouvées sur les vêtements des accusés. Les deux accusés sont déclarés coupables le 3 janvier 2012 et condamnés à vie, avec Dobson emprisonné pour un minimum de 15 ans et 2 mois, et Norris pour un minimum de 14 ans et 3 mois.
En 2012, Jack Straw commente qu'ordonner une enquête sur cette affaire fut « la décision la plus importante que j'ai prise en tant qu’Home Secretary, ».

## Special Demonstration Squad, années 1990
Le 24 juin 2013 The Guardian présente les révélations de Peter Francis alias Pete Black, ancien officier de police ayant appartenu à la Special Demonstration Squad (en) spécialiste de l'infiltration de groupes de protestations. Peter Francis aurait avec trois autres officiers participé à une opération en vue d'espionner et de tenter de vilipender la famille Lawrence, son ami Duwaine Brooks témoin du crime et les groupes de campagne et de soutien à la famille en colère de l'absence de condamnation des coupables. Il aurait infiltré ces groupes dès 1993, à la recherche de "désinformation" à utiliser contre ceux qui critiquaient la police. Il aurait également avec un autre officier cherché parmi les films pris de la manifestation de mai 1993 du matériel afin d'incriminer Duwaine Brooks, qui fut subséquemment arrêté et accusé de dégâts criminels ; mais cette affaire fut rejetée par le juge responsable qui considéra qu'il y avait là un abus de la procédure légale. Peter Francis affirme que cette démarche faisait partie d'un plan plus général visant à endommager le mouvement de campagne grandissant autour de la mort de Lawrence et tenter de stopper la campagne. La mère de Stephen signale qu'en 1993 la famille avait été très surprise de ce que la police prit les noms de toutes les personnes entrant et sortant de la maison, et qu'ils en arrivèrent rapidement à soupçonner la police de chercher des preuves pour discréditer la famille ; cette dernière n'avait à l'époque aucun rapport avec les groupes de soutien naissants, et n'était pas politisée. Francis confirme que malgré toutes leurs recherches pour du matériel de désinformation, aucun des quatre officiers n'a trouvé quoi que ce soit de concret.

En 1997, lors de l'enquête publique dans le cadre du rapport Macpherson, Peter Francis souhaite que la Special Demonstration Squad fasse connaître l'opération sous couverture auquel il avait participé concernant l'affaire Lawrence. Mais ses supérieurs, fixés sur la mémoire du passage à tabac deux ans auparavant du citoyen noir Rodney King par la police de Los Angeles et des subséquentes émeutes sans précédent à Los Angeles, disent craindre des émeutes si cette opération devient publique, et la taisent. La Special Demonstration Squad (en), très controversée, a été démantelée en 2008 et partiellement remplacée par la  National Domestic Extremism Unit.

Lors de ces révélations par Francis, la Met ne confirme ni n'infirme les dires de Peter Francis, se contentant de compatir à l'accroissement de douleur que peut ressentir la famille à l'annonce de cette nouvelle preuve de préjudice à l'époque. Une investigation indépendante nommée Operation Herne, a été commencée en octobre 2011 concernant la Special Demonstration Squad ; cette investigation a été motivée par la publication par The Observer d'une série d'articles le 14 mars 2010 sur le rôle de "l'officier A" (probablement Peter Francis) dans la Special Demonstration Squad, motivation accrue par la publication à partir du 22 janvier 2011 par The Guardian de plus amples révélations de Francis sur cette unité de police. Le Guardian ne publie le nom de son informant que le 23 juin 2013 lors des révélations concernant directement l'affaire Lawrence.
Parallèlement à l'opération Herne, Mark Ellison (l'avocat ayant obtenu la condamnation de Norris et Acourt en 2012) a mené une investigation indépendante dont le rapport est lui aussi publié en mars 2014 et trouve que Scotland Yard a espionné la famille Lawrence. Un an après, en mars 2015 Theresa May, ministre de l'Intérieur, décide d'une nouvelle enquête publique concernant la police sous couverture.

## Hommages et mémoriaux en souvenir de Stephen Lawrence
- Une plaque a été posée à l'endroit où est mort Lawrence, sur le trottoir face au n° 320 dans Well Hall Road, coordonnées 51.463206, 0.050686. Elle a été vandalisée plusieurs fois : détruite au marteau en 1996, elle a également été couverte de peinture et de liquide inflammable[27].
- Un centre d'éducation Stephen Lawrence a été construit en 2007 à Deptford sur les plans de l'architecte David Adjaye, pour un coût de £10 M. Il enseigne l'architecture, le paysage urbain et la construction à des jeunes issus de milieux défavorisés[note 4]. Il a lui aussi a été vandalisé, quatre fois dans la première semaine suivant son inauguration[note 5],[18].
- Le Royal Institute of British Architects a institué en 1998 le prix Stephen Lawrence, un prix annuel d'architecture à sa mémoire.

### Citations originales
1. ↑  (en) « Independent Police Complaints Commission »
2. ↑  (en) « significant weaknesses, omissions and lost opportunities »
3. ↑  (en) « one of the most important moments in the modern history of criminal justice in Britain »
4. ↑  (en) « one of the highest-profile unsolved racially-motivated murders »
5. ↑  (en) « the single most important decision I made as Home Secretary »